# Automatización vehicular

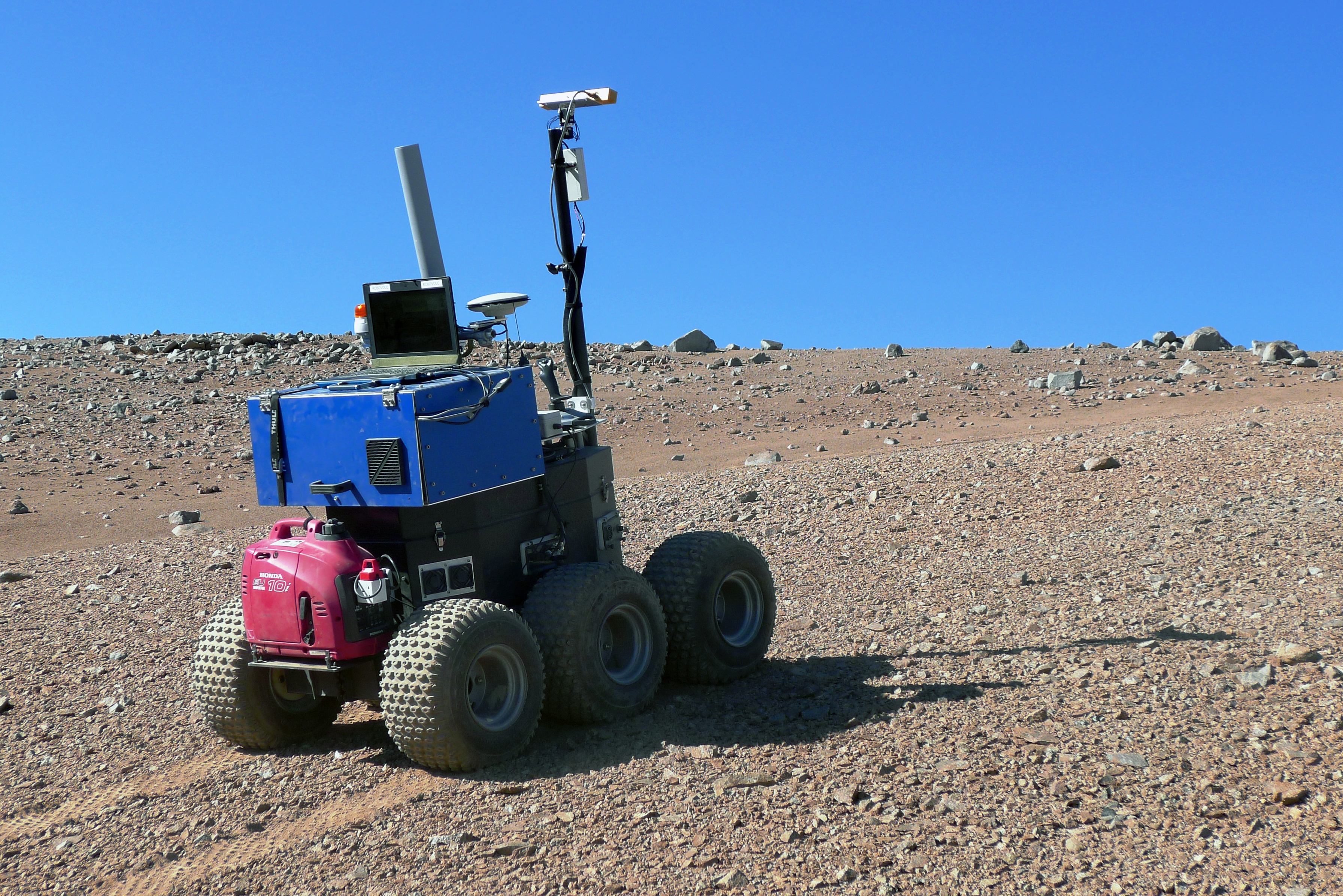
El rover autónomo Buscador de la ESA durante las pruebas en el Observatorio Paranal.

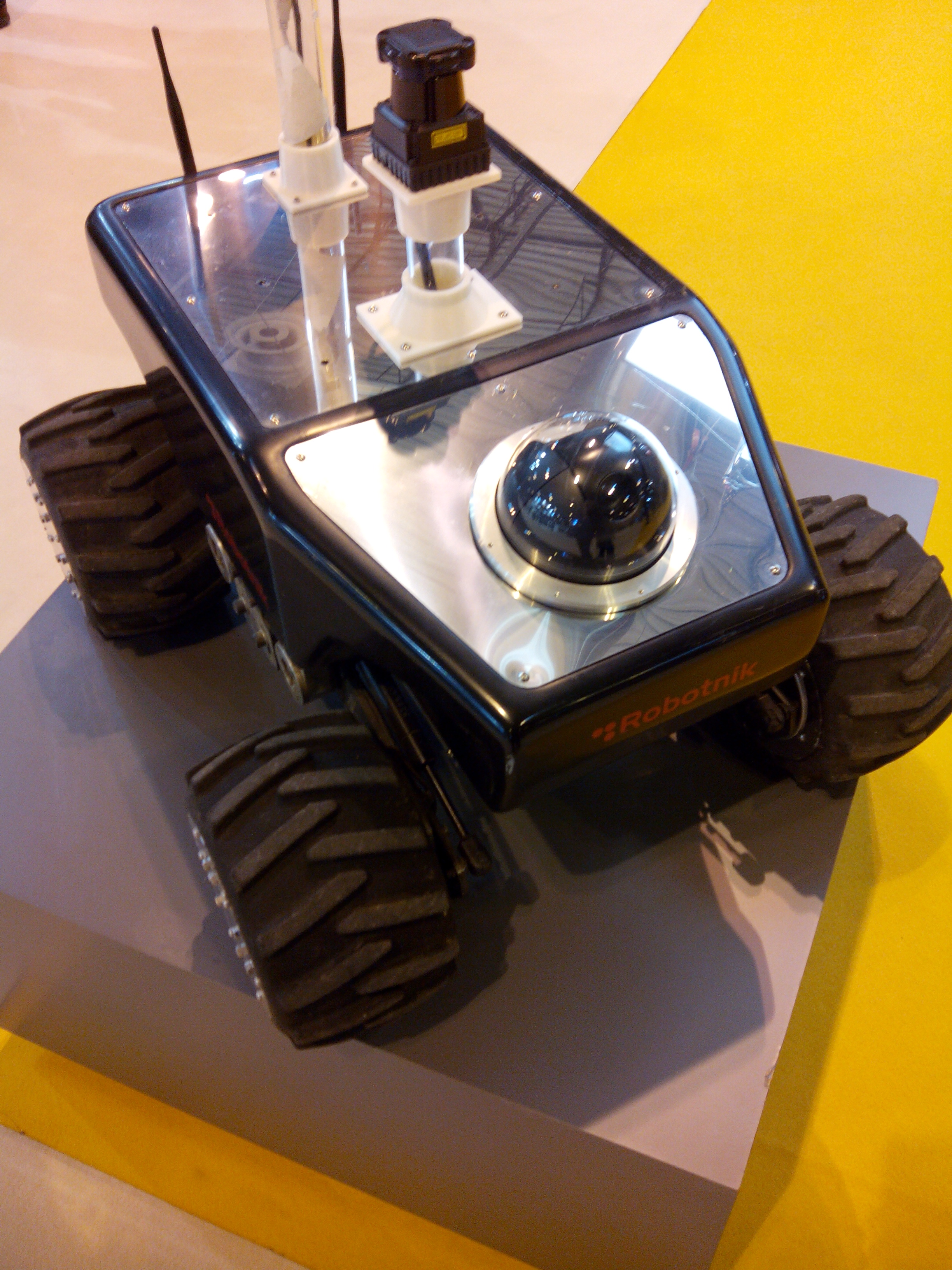
Unidad Robótica de vigilancia, fabricado por la empresa española Robotnik.

La automatización vehicular consiste en el uso de la mecatrónica, la inteligencia artificial y Sistema multi-agente para ayudar al conductor del vehículo . Estas características, y los vehículos que los emplean, pueden ser etiquetados como inteligentes o smart. Un vehículo con la automatización de las tareas difíciles, sobre todo la navegación, se puede denominar como semiautónomo. Un vehículo basado exclusivamente en la automatización se conoce como robótico o autónomo. Después de la invención del circuito integrado, aumentó la sofisticación de la automatización de la tecnología. Los fabricantes e investigadores añadieron posteriormente una gran variedad de funciones automatizadas para automóviles y otros vehículos. Una de las principales limitaciones para la automatización vehicular es la potencia eléctrica necesaria para que los procesadores funcionen correctamente.

## Vehículos de tierra
Los vehículos de tierra que utilizan automatización y tele-operaciones incluyen pórticos de astilleros, camiones de minería, robots de guerra, insectos robóticos y tractores automáticos.
Hay muchos vehículos autónomos y semiautónomos creados para el transporte de pasajeros. Un ejemplo de ello es la tecnología FROG, que consiste en vehículos autónomos, magnetismo y un sistema de supervisión. Este mismo sistema fue creado originalmente para su uso en fábricas y ha sido utilizado desde 1999 en ParkShuttle en las afueras de Róterdam. El sistema sufrió un accidente en 2005, que más tarde se conoció que había sido a causa de un error humano.
Diversas aplicaciones para estos vehículos incluyen:
- ESItrack para rastreo de vehículos, LOjack
- Alarma trasera para identificar posibles obstáculos
- Frenos ABS y frenos de emergencia. Además incorporan el sistema EBD que previene que los frenos se bloqueen y pierdan tracción al frenar.
- Sistema de control de tracción (TCS)
- Tracción sobre 4 ruedas (AWD) distribuyendo la potencia sobre las 4 ruedas haciéndolas sufrir menos.
- Control de estabilidad electrónica (ESC), control de aceleración (ASR) y bloqueo de electrónica diferencial (EDL). Utiliza varios sensores que intervienen cuando el coche podría experimentar una pérdida de tracción.
- DSR que controla el ratio de potencia en el sistema para adaptarlo a la velocidad del vehículo y a las condiciones de la carretera.

### Coches autónomos
La automatización de coches se centra en introducir coches robóticos o en modificar los diseños de los coches actuales para que sean semiautónomos. Estos últimos podrían ser implementados a medida que dependan menos de tecnología que aún está siendo desarrollada. Grupos en Dinamarca (RUF) o EUA (TriTrack) están actualmente trabajando en proyectos que consisten en coches que necesitan conductor en carreteras normales, pero que pueden conducirse solos en un carril de autopista. Un método para automatizar los coches sin necesariamente modificar radicalmente el vehículo como el coche robótico. Los sistemas automatizados de autopista (AHS) pretendo construir carriles en las autopistas que estarían equipados con imanes para guiar a los vehículos. Los vehículos automáticos disponen del sistema de frenado ABS. Superordenadores se encargarían de controlar el tráfico para evitar accidentes.
La Comisión Europea ha establecido un programa de desarrollo para el coche inteligente llamado "Intelligent Car Flagship Initiative" Las metas de este programa incluyen:
- Control de autonomía de crucero
- Sistema de advertencia para la salida
- Project AWAKE (despierta) para conductores que pudieran dormirse al volante

Además, hay múltiples usos para la automatización en relación con los coches, incluyendo:
- Párking automático
- Monitorización del conductor
- Coche robótico
- Sistema pre-accidente
- Reconocimiento de las señales de tráfico
- Seguir otro coche en la autopista
- Control de distancia
- Visión nocturna
- Ayuda inteligente para aparcar

### Vehículos Autónomos Compartidos
Siguiendo el desarrollo en los avances en coches autónomos, los vehículos compartidos autónomos son capaces de circular en condiciones normales sin necesidad de conductores. Hasta ahora, se ha prestado especial atención a su reducida velocidad (32km/h) en rutas y vías previamente fijadas. Estos factores reducen la complejidad en temas de seguridad, que en los coches autónomos es de vital importancia y por eso no se le presta tanta atención al rendimiento del vehículo. 4 compañías 2getthere ("ParkShuttle"), Ligier ("Easymile EZ10"), Navya ("ARMA" & "Autonom Cab") y RDM Group ("LUTZ Pathfinder") están fabricando y haciendo test de prototipos. Otras compañías solamente han producido los prototipos y aún no los están probando: Local Motors ("Olli") and the GATEway project Archivado el 13 de abril de 2018 en Wayback Machine..
Aparte de estas compañías, Apple está desarrollando un autobús autónomo, basado en un vehículo existente de otro fabricante, para transportar empleados entre las oficinas de Palo alto e Infinite Loop en Cupertino. Este proyecto, llamado PAIL fue anunciado en agosto de 2017, cuando la compañía anunció que abandonaba el desarrollo de coches autónomos.

#### Tests
Un gran número de pruebas han sido realizadas desde el 2010, la mayoría de las cuales involucrando un solo vehículo en una ruta corta y por un periodo de tiempo corto y un conductor a bordo. El propósito de estas pruebas ha sido familiarizar el público con la tecnología de la conducción autónoma. Los primeros ensayos de conducción autónoma en España fueron realizados en el año 2012 en un trayecto de 100km de El Escorial a Madrid. Un vehículo manual generaba dinámicamente un mapa de alta precisión para ser seguido por el vehículo de seguimiento totalmente autónomo. El viaje cubrió una amplia gama de escenarios de conducción, incluidas zonas urbanas, carreteras secundarias y autopistas, en condiciones de tráfico estándar.

### Buses
Los autobuses autónomos son también una realidad como los coches y los camiones autónomos. Están empezando a ser utilizados en Estocolmo, Suecia. China cuenta también con una pequeña flota de autobuses públicos autónomos en el distrito de Shenzhen, en Guangdong.

### Trenes
El concepto de vehículos autónomos ha sido aplicado también para usos comerciales, como los trenes autónomos. El primer tren autónomo fue lanzado en Londres, Reino Unido en la ruta del río Thames.

## Aviones
La industria aérea ha recibido mucha atención para la automatización, especialmente a lo que la navegación se refiere. Actualmente existen los autopilotos, un sistema instalado en el avión capaz de navegar por sí solo y conducirlo.

## Barcos
Los barcos autónomos pueden aportar seguridad, investigación o hacer tareas repetitivas (como guiar a un barco grande en un puerto o transporte de mercancías).

## Sumergibles
Los submarinos y otros vehículos acuáticos han sido foco de ser automatizados para tareas como inspección de tuberías o mapping submarino.